# Wzdręga cieplicowa
Wzdręga cieplicowa (Scardinius racovitzai) – gatunek słodkowodnej ryby z rodziny karpiowatych (Cyprinidae), wcześniej klasyfikowany jako Scardinius erythrophthalmus racovitzai – podgatunek wzdręgi.

## Występowanie
Żyje w cieplicach w pobliżu miasta Oradea w północno-zachodniej Rumunii, w wodzie o temperaturze 34–38 stopni C. Ginie przy temperaturze poniżej 20 °C.

## Opis
Osiąga długość do 8,5 cm. Ma niskie krępe ciało i wydłużoną głowę. Grzbiet jest zielony, boki złociste a brzuch jasnożółty.

## Rozród
Tarło odbywa w wieku 1 lub 2 lat od końca lutego do połowy marca i zaraz potem ginie.